# Monster (serie de televisión surcoreana)
Monster (en hangul: 몬스터; RR: Monseuteo) es una serie de televisión surcoreana de 2016 dirigida por Joo Sung-woo y protagonizada Kang Ji-hwan, Sung Yu-ri, Park Ki-woong y Claudia Kim. Se emitió originalmente en MBC los lunes y martes a las 21:55 (hora local de Corea) desde el 28 de marzo hasta el 20 de septiembre de 2016, para un total de cincuenta episodios.

## Sinopsis
En su juventud, Lee Guk-cheol perdió a su familia rica y su herencia a manos de su codicioso tío, Byun Il-jae. Lo perdió todo y cayó a los escalones más bajos de la sociedad, pasando de rico y mimado heredero a humilde mendigo casi de la noche a la mañana. Entonces surge una oportunidad mediante la cual puede obtener una nueva identidad: Kang Ki-tan, lo que le permite recuperar lo que es legítimamente suyo y vengarse de los responsables de arruinar su vida. Sin embargo, en su búsqueda de venganza, encuentra oposición en la forma de Do Gun-woo, el hijo ilegítimo de un presidente chaebol, y Oh Soo-yeon, una mujer joven que parece sospechosamente similar a alguien por quien desarrolló sentimientos en su juventud.

## Reparto

### Protagonistas
- Kang Ji-hwan como Kang Ki-tan / Lee Guk-cheol.[1]
  - Lee Gi-kwang como el joven Lee Guk-cheol.[2]

Nacido como Lee Guk-cheol, fue el heredero del Hospital Sudo, hasta la muerte de sus padres y su tía. Sobrevivió a varios intentos de asesinato, pero lo perdió todo y se convirtió en mendigo. Cegado por el accidente automovilístico que mató a sus padres, el sentido del oído de Guk-cheol se eleva a niveles sobrehumanos, una habilidad que continuaría poseyendo como adulto. Años más tarde, se somete a una cirugía para curar su ceguera y cambiar su apariencia. Obtiene una nueva identidad: Kang Ki-tan, usándola para vengarse de los responsables de su estado. Más adelante en la serie es adoptado por Jo Ki-ryang, el líder de Huaping, después de recibir un balazo de él. Con el respaldo financiero de este último, Ki-tan inicia su propia empresa, KT Corporation, con planes de hacerse cargo de Dodo Group y completar su venganza.
- Sung Yu-ri como Oh Soo-yeon / Cha Jeong-eun.[3]
  - Lee Yul-eum como la joven Cha Jeong-eun.[4]

Cuando era adolescente, Cha Jeong-eun conoció a Guk-cheol cuando ella trabajaba como su sirvienta. Guk-cheol comenzó a sentirse enamorado de ella, pero las circunstancias los separaron. Muchos años después, ahora se llama Oh Soo-yeon. Conoce a Kang Ki-tan, pero ambos desconocen su pasado compartido debido a que cada uno de los dos ha adoptado una nueva identidad. Ella es algo materialista, debido a sus dificultades para llegar a fin de mes y pagar los honorarios médicos de su hermano menor autista. Más adelante en la serie abre un bufete de abogados con Min Byung-ho.
- Park Ki-wooong como Do Gun-woo.[5]

Es el hijo ilegítimo de Do Choong, el presidente de Dodo Group. Gun-woo vivió en Estados Unidos durante la mayor parte de su juventud, después de haber asesinado a su padrastro abusivo y haber presenciado el suicidio de su madre. Byun Il-jae lo trae de regreso a Corea con la intención de usarlo como una herramienta para derrocar al presidente de Dodo Group y tomar la empresa para él. Como uno de los nuevos reclutas de Dodo Group, Gun-woo desarrolla una rivalidad mutua con Kang Ki-tan. Después de que Do Choong descubre que Gun-woo es su hijo ilegítimo, toma a Gun-woo bajo su protección y lo asciende a vicepresidente del Grupo Dodo.
- Claudia Kim como Yoo Seong-ae.[6]

Una agente del NIS a la que se le ha asignado la tarea de infiltrarse en Dodo Group.

### Dodo Group
Dodo Group es un chaebol grande y poderoso en Corea. El presidente es Do Choong. Los protagonistas han encontrado empleo dentro de Dodo Group, cada uno con sus propias motivaciones y objetivos.
- Park Yeong-gyu como Do Choong. El presidente de Dodo Group. Es el padre de Gwang-woo y Shin-young. También tiene un hijo ilegítimo: Gun-woo.
- Jeong Bo-seok como Byun Il-jae. El principal antagonista de la serie. Il-jae era el tío de Guk-cheol que asesinó a sus padres y robó su herencia. Una vez fue fiscal, pero ahora trabaja en el equipo legal de Dodo Group. Es un hombre codicioso y hambriento de poder que planea tomar el control de Dodo Group y finalmente ascender a una posición de eminencia.
- Park Hoon como Oh Choong-dong. El sirviente indiscutiblemente leal de Byun Il-jae, al que suele ayudar a realizar el trabajo sucio.
- Lee Deok-hwa como Hwang Jae-man. Un político. Es el cuñado de Do Choong y el suegro de Il-jae. Alberga resentimiento hacia Do Choong.[7]
- Kim Bo-yeon como Hwang Gwi-ja. La esposa de Do Choong y hermana de Jae-man. Ella tiene una fuerte animosidad hacia Gun-woo, siendo responsable de desterrar a su madre, quien era la amante de Do Choong. Gwi-ja se enoja cada vez más cuando Do Choong permite que Gun-woo ascienda al poder en Dodo Group después de la prisión de Gwang-woo.
- Jin Tae-hyun como Do Gwang-woo. El CEO de Dodo Group y el hijo mayor de Do Choong. Gwang-woo es un hombre extremadamente codicioso y sin escrúpulos que chantajeó a Il-jae para que asesinara a los padres de Guk-cheol. Más tarde, Gwang-woo fue declarado culpable de crear un fondo de sobornos y de permitir el T9, un agente de recubrimiento cancerígeno en los productos de Dodo Group. Es enviado a prisión, aunque luego es indultado y puesto en libertad.
- Jo Bo-ah como Do Shin-young. La hija menor de Do Choong. Es la típica chica rica caprichosa y malcriada. Tiene la costumbre de llamar a Ki-tan, de quien se enamora, 'Kang Ga-din'.
- Kim Hye-eun  como Hwang Ji-soo. La hija de Jae-man. Como su padre, también entró en política. Il-jae tuvo una aventura con ella. Mató accidentalmente a Man-ok, la primera esposa de Il-jae y su amiga, cuando se descubrió la aventura. Il-jae la ayudó a encubrir el crimen y la convirtió en su segunda esposa.
- Jung Woong-in como Moon Tae-gwang. El secretario jefe de la división SPD en Dodo Group. No le gusta Byun Il-jae, y el sentimiento es mutuo. Un trabajador incansable que dedicó su vida a Dodo Group, es despedido por Gwang-woo por herir el orgullo de este último. Después de luchar contra la pobreza durante un año, Ki-tan lo recluta para unirse a su empresa, KT Corporation, y Tae-gwang acepta. Se convierte en la mano derecha de Ki-tan, jurando lealtad total a este a cambio de ayudarlo a liquidar sus deudas.
- Kim Se-ah como Mo Kyung-shin. Asistente de Tae-gwang.
- Cha Kwang-soo como Go Hae-sool. Ejecutivo de Dodo Group.
- Lee Seung-hyung como Han Sang-goo. El secretario de la familia Do.
- Song Kyung-chul como Gong Bok-shin. El mayordomo de la familia Do, que es muy leal a Do Choong. Una vez fue el jefe del SPD en Dodo Group y el superior de Moon Tae-gwang.
- Kim Dong-hee como Lee Soo-tak. Un empleado nerd de Dodo Group que ingresó a la empresa al mismo tiempo que los personajes principales. Está enamorado de Yoo Seong-ae. Pierde su trabajo y va a la cárcel debido a las maquinaciones de Byun Il-jae y Do Gun-woo. Un año después, Ki-tan lo recluta a él y a Moon Tae-gwang para unirse a su compañía, KT Corporation.
- Lee Mun-jeong como Hong Nan-jeong. Una de los nuevos empleados de Dodo Group que ingresó a la empresa al mismo tiempo que los personajes principales. Es amiga cercana de Soo-yeon. Más tarde deja Dodo Group para trabajar en el bufete de abogados fundado por Oh Soo-yeon y Min Byung-ho.
- Jin Ye-sol como Park So-hee. Una de los nuevos empleados de Dodo Group que ingresó a la empresa al mismo tiempo que los personajes principales. Ella mira hacia abajo y no le gusta Soo-yeon.
- Shin Joo-hwan como Kim Hae-il. Uno de los nuevos empleados de Dodo Group que ingresó a la empresa al mismo tiempo que los personajes principales. Más tarde se convierte en asistente personal de Gun-woo cuando este último es ascendido a vicepresidente de Dodo Group.

### Huaping
Un grupo de traficantes clandestinos de armas asociado con la mafia china.
- Choi Jong-won como Jo Ki-ryang. El jefe de Huaping, cuya identidad era un misterio al comienzo de la serie. Adopta a Ki-tan después de que este último lo salve durante un intento de asesinato.
- Lee El como Ok Chae-ryung. Ella es una expatriada china que antiguamente fue la secretaria de Man-ok. Más tarde se revela que en realidad es una cabildera que trabaja para una organización secreta que planea obtener la vacuna para MK2, un virus mutante letal. Sin embargo, Jeong-eun inyecta la vacuna en Guk-Cheol. Chae-ryung ahora se presenta como la dueña de una galería de arte. Ofreció comprar sangre de Guk-cheol para la vacuna; a cambio, su organización proporcionaría respaldo financiero a Guk-cheol para que adoptara su personaje de Kang Ki-tan y se vengara. Chae-ryung siente un amor no correspondido por Ki-tan y, por lo tanto, trata de mantenerlos separados a él y a Soo-yeon.
- Go Yoon como Cha Woo. Otro expatriado chino que trabaja junto con Chae-ryung para la misma organización secreta.[8]

### Otros
- Kim Won-hae como Min Byung-ho. Un abogado que es lo más parecido a una familia que tiene Soo-yeon. Él también ayuda a cuidar a su hermano y también ayuda a Ki-tan de vez en cuando. Más tarde abre un bufete de abogados con Soo-yeon.
- Jung Soon-won como Oh Jin-cheol / Cha Dong-soo.
  - Jung Soo-hwan como el joven Cha Dong-soo. El hermano menor de Jeong-eun, que sufre del síndrome de Lennox-Gastaut, lo que la obliga a trabajar duro para pagar sus honorarios médicos. Más tarde, su nombre fue cambiado a Oh Jin-cheol, junto con su hermana que adoptó el nombre Oh Soo-yeon. Se muestra que Dong-soo tiene memoria fotográfica. Byun Il-jae lo asesina en el episodio 24.
- Kim Myung-soo como Cha Joong-rak. El padre de Jeong-eun y Dong-soo, quien trabajaba como jefe de seguridad en el Hospital Sudo cuando Guk-cheol era un adolescente. Muere después de estar expuesto al virus MK2.
- Nam Myung-ryul como Lee Joon-sik. Padre de Lee Guk-cheol.
- Nam Gi-ae como Jung Mi-ok. Madre de Lee Guk-cheol.
- Lee Ah-hyun como Choi Ji-hye. Una mujer que hace campaña contra el uso de T9, un agente cancerígeno en los productos de Dodo Group.
- Shin Seung-hwan como Yang Dong-yi. Un jefe de gánsteres que administra los fondos para sobornos de Do Gwang-woo.[9]
- Go In-bum como Kim Dae-woo. Un ex general corrupto del ejército que trabaja con Hwang Jae-man.
- Kim Young-woong como Yeom Hyeong-gu. Supervisor directo de Yoo Seong-ae en el NIS, a quien informa sobre sus actividades de infiltración en Dodo Group. Más tarde se revela que trabaja para Hwang Jae-man.
- Lee Ga-ryeong como Hong Ee-jin.[10]

### Cameos
- Bae Jong-ok como Jung Man-ok. Primera esposa de Byun Il-jae y tía de Guk-cheol. Hwang Ji-soo la mata accidentalmente.
- Sung Ji-ru como Go Joo-tae. Un criminal contratado por Byun Il-jae para matar a Guk-cheol.
- Chen Bolin como Michael Chang. Un rico hombre de negocios chino que estaba involucrado en la fabricación y distribución de medicamentos falsificados, lo que afectó a Dodo Group.[11]
- Lee Won-jong como Na Do-kwang. Un científico que trabaja en la vacuna contra el virus MK2. Oh Choong-dong lo asesina y Ki-tan es incriminado por el crimen.

## Índices de audiencia
- En la tabla inferior, en azul se marcan los índices más bajos y en rojo los más altos.
- NR señala que la serie no estuvo entre los veinte programas más vistos ese día.

| Episodio | Fecha original de emisión | Índices TNmS  | Índices TNmS  | Índices AGB Nielsen | Índices AGB Nielsen |
| Episodio | Fecha original de emisión | Nacional      | Seúl          | Nacional            | Seúl                |
| -------- | ------------------------- | ------------- | ------------- | ------------------- | ------------------- |
| 1        | 28 de marzo de 2016       | 7,4% (NR)     | 8,1% (18.ª)   | 7,3% (NR)           | 7,8% (20.ª)         |
| 2        | 29 de marzo de 2016       | 7,7% (19.ª)   | 8,3% (14.ª)   | 7,0% (20.ª)         | 7,8% (17.ª)         |
| 3        | 4 de abril de 2016        | 9,0% (21.ª)   | 10,3% (9.ª)   | 9,5% (14.ª)         | 10,6% (10.ª)        |
| 4        | 5 de abril de 2016        | 9,1% (13.ª)   | 9,7% (8.ª)    | 8,9% (13.ª)         | 9,5% (10.ª)         |
| 5        | 11 de abril de 2016       | 7,5% (NR)     | 8,2% (17.ª)   | 8,2% (NR)           | 9,3% (14.ª)         |
| 6        | 12 de abril de 2016       | 7,3% (20.ª)   | 7,3% (18.ª)   | 8,7% (13.ª)         | 9,7% (10.ª)         |
| 7        | 18 de abril de 2016       | 7,4% (NR)     | 8,4% (17.ª)   | 8,5% (NR)           | 9,5% (15.ª)         |
| 8        | 19 de abril de 2016       | 7,8% (17.ª)   | 8,4% (14.ª)   | 8,1% (19.ª)         | 9,1% (14.ª)         |
| 9        | 25 de abril de 2016       | 7,7% (NR)     | 9,2% (15.ª)   | 8,1% (NR)           | 8,7% (17.ª)         |
| 10       | 26 de abril de 2016       | 8,2% (17.ª)   | 8,8% (11,.ª)  | 8,2% (17.ª)         | 9,0% (15.ª)         |
| 11       | 2 de mayo de 2016         | 6,9% (NR)     | 7,7% (NR)     | 7,5% (NR)           | 8,2% (20.ª)         |
| 12       | 3 de mayo de 2016         | 7,1% (NR)     | 8,5% (17.ª)   | 8,4% (NR)           | 9,3% (18.ª)         |
| 13       | 9 de mayo de 2016         | 7,1% (NR)     | 8,2% (16.ª)   | 7,5% (NR)           | 8,4% (20.ª)         |
| 14       | 10 de mayo de 2016        | 8,4% (18.ª)   | 9,0% (12.ª)   | 9,3% (16.ª)         | 10,2% (10.ª)        |
| 15       | 16 de mayo de 2016        | 7,4% (NR)     | 7,8% (19.ª)   | 8,0% (20.ª)         | 8,9% (16.ª)         |
| 16       | 17 de mayo de 2016        | 8,0% (19.ª)   | 8,5% (16.ª)   | 9,5% (10.ª)         | 10,3% (8.ª)         |
| 17       | 23 de mayo de 2016        | 7,2% (NR)     | 8,2% (16.ª)   | 8,1% (NR)           | 8,8% (15.ª)         |
| 18       | 24 de mayo de 2016        | 8,4% (14.ª)   | 9,5% (8.ª)    | 8,6% (15.ª)         | 9,4% (9.ª)          |
| 19       | 30 de mayo de 2016        | 7,7% (NR)     | 7,6% (18.ª)   | 8,0% (19.ª)         | 8,7% (14.ª)         |
| 20       | 31 de mayo de 2016        | 7,8% (17.ª)   | 8,1% (12.ª)   | 7,7% (14.ª)         | 8,3% (13.ª)         |
| 21       | 6 de junio de 2016        | 8,4% (17.ª)   | 10,4% (6.ª)   | 10,3% (6.ª)         | 11,4% (5.ª)         |
| 22       | 7 de junio de 2016        | 9,6% (9.ª)    | 10,2% (6.ª)   | 10,7% (5.ª)         | 11,7% (4.ª)         |
| 23       | 13 de junio de 2016       | 8,8% (12.ª)   | 10,5% (5.ª)   | 10,4% (10.ª)        | 11,4% (4.ª)         |
| 24       | 14 de junio de 2016       | 9,6% (9.ª)    | 10,7% (5.ª)   | 10,7% (6.ª)         | 11,5% (5.ª)         |
| 25       | 20 de junio de 2016       | 9,4% (11,.ª)  | 10,7% (5.ª)   | 9,7% (12.ª)         | 10,4% (8.ª)         |
| 26       | 21 de junio de 2016       | 10,4% (8.ª)   | 11,7% (5.ª)   | 11,1% (6.ª)         | 11,9% (5.ª)         |
| 27       | 27 de junio de 2016       | 9,7% (9.ª)    | 10,7% (5.ª)   | 10,6% (8.ª)         | 11,7% (5.ª)         |
| 28       | 28 de junio de 2016       | 10,2% (8.ª)   | 10,7% (5.ª)   | 11,1% (6.ª)         | 11,9% (5.ª)         |
| 29       | 4 de julio de 2016        | 9,8% (15.ª)   | 10,8% (5.ª)   | 11,1% (8.ª)         | 12,2% (6.ª)         |
| 30       | 5 de julio de 2016        | 11,6% (9.ª)   | 12,0% (5.ª)   | 11,0% (10.ª)        | 11,8% (9.ª)         |
| 31       | 11 de julio de 2016       | 9,8% (14.ª)   | 10,3% (9.ª)   | 10,5% (11,.ª)       | 10,5% (12.ª)        |
| 32       | 12 de julio de 2016       | 11,3% (10.ª)  | 11,9% (7.ª)   | 11,2% (8.ª)         | 11,8% (7.ª)         |
| 33       | 18 de julio de 2016       | 10,1% (11,.ª) | 10,7% (8.ª)   | 9,9% (12.ª)         | 9,7% (11,.ª)        |
| 34       | 19 de julio de 2016       | 12,3% (6.ª)   | 13,6% (5.ª)   | 11,1% (7.ª)         | 11,2% (5.ª)         |
| 35       | 25 de julio de 2016       | 10,9% (11.ª)  | 12,3% (5.ª)   | 10,7% (8.ª)         | 11,5% (8.ª)         |
| 36       | 26 de julio de 2016       | 11,7% (7.ª)   | 12,6% (5.ª)   | 11,3% (8.ª)         | 11,0% (7.ª)         |
| 37       | 1 de agosto de 2016       | 11,2% (9.ª)   | 11,6% (7.ª)   | 10,7% (7.ª)         | 10,9% (6.ª)         |
| 38       | 2 de agosto de 2016       | 12,8% (6.ª)   | 12,9% (5.ª)   | 11,9% (6.ª)         | 12,2% (5.ª)         |
| 39       | 9 de agosto de 2016       | 11,4% (7.ª)   | 11,4% (6.ª)   | 9,8% (6.ª)          | 10,0% (6.ª)         |
| 40       | 22 de agosto de 2016      | 9,2% (15.ª)   | 8,9% (15.ª)   | 8,9% (12.ª)         | 9,2% (13.ª)         |
| 41       | 23 de agosto de 2016      | 9,7% (12.ª)   | 10,0% (11,.ª) | 9,7% (10.ª)         | 9,5% (11,.ª)        |
| 42       | 29 de agosto de 2016      | 9,2% (16.ª)   | 9,7% (12.ª)   | 10,0% (11,.ª)       | 10,3% (12.ª)        |
| 43       | 30 de agosto de 2016      | 10,6% (10.ª)  | 11,4% (6.ª)   | 10,8% (8.ª)         | 11,0% (7.ª)         |
| 44       | 5 de septiembre de 2016   | 10,1% (11,.ª) | 11,0% (9.ª)   | 9,4% (11,.ª)        | 9,7% (10.ª)         |
| 45       | 6 de septiembre de 2016   | 10,9% (8.ª)   | 11,7% (7.ª)   | 10,3% (8.ª)         | 10,3% (8.ª)         |
| 46       | 12 de septiembre de 2016  | 10,1% (16.ª)  | 11,4% (8.ª)   | 10,6% (12.ª)        | 10,9% (8.ª)         |
| 47       | 13 de septiembre de 2016  | 11,0% (8.ª)   | 10,7% (6.ª)   | 10,3% (7.ª)         | 10,4% (8.ª)         |
| 48       | 19 de septiembre de 2016  | 12,6% (8.ª)   | 13,1% (6.ª)   | 11,4% (9.ª)         | 11,7% (6.ª)         |
| 49       | 20 de septiembre de 2016  | 12,9% (7.ª)   | 12,9% (6.ª)   | 12,1% (6.ª)         | 12,7% (6.ª)         |
| 50       | 20 de septiembre de 2016  | 13,8% (5.ª)   | 14,0% (5.ª)   | 14,1% (5.ª)         | 15,1% (5.ª)         |
| Promedio | Promedio                  | 9,5%          | 10,2%         | 9,7%                | 10,3%               |